# Docalidia rema
Docalidia rema är en insektsart som beskrevs av Nielson 1982. Docalidia rema ingår i släktet Docalidia och familjen dvärgstritar. Inga underarter finns listade i Catalogue of Life.